# Philadelphia 76ers 1990-1991
La stagione 1990-91 dei Philadelphia 76ers fu la 42ª nella NBA per la franchigia.
I Philadelphia 76ers arrivarono secondi nella Atlantic Division della Eastern Conference con un record di 44-38. Nei play-off vinsero il primo turno con i Milwaukee Bucks (3-0), perdendo poi la semifinale di conference con i Chicago Bulls (4-1).

## Roster
| N° | Naz.                   | Ruolo | Sportivo        | Anno | Alt. | Peso |
| -- | ---------------------- | ----- | --------------- | ---- | ---- | ---- |
|    | Stati Uniti (bandiera) | G     | Andre Turner    | 1964 | 180  | 73   |
| 3  | Stati Uniti (bandiera) | G     | Tony Harris     | 1967 | 191  | 86   |
| 8  | Stati Uniti (bandiera) | GA    | Mario Elie      | 1963 | 196  | 95   |
| 9  | Stati Uniti (bandiera) | G     | Rickey Green    | 1954 | 183  | 77   |
| 11 | Sudan (bandiera)       | C     | Manute Bol      | 1962 | 229  | 91   |
| 12 | Stati Uniti (bandiera) | G     | Johnny Dawkins  | 1963 | 188  | 75   |
| 20 | Stati Uniti (bandiera) | GA    | Ron Anderson    | 1958 | 201  | 98   |
| 21 | Stati Uniti (bandiera) | GA    | Kenny Payne     | 1966 | 203  | 88   |
| 22 | Stati Uniti (bandiera) | G     | Jim Farmer      | 1964 | 193  | 86   |
| 31 | Stati Uniti (bandiera) | G     | Brian Oliver    | 1968 | 193  | 95   |
| 33 | Stati Uniti (bandiera) | G     | Hersey Hawkins  | 1966 | 191  | 86   |
| 34 | Stati Uniti (bandiera) | A     | Charles Barkley | 1963 | 198  | 114  |
| 35 | Stati Uniti (bandiera) | AC    | Armon Gilliam   | 1964 | 206  | 104  |
| 40 | Stati Uniti (bandiera) | AC    | Dave Hoppen     | 1964 | 211  | 107  |
| 42 | Stati Uniti (bandiera) | C     | Mike Gminski    | 1959 | 211  | 113  |
| 44 | Stati Uniti (bandiera) | AC    | Rick Mahorn     | 1958 | 208  | 109  |
| 50 | Stati Uniti (bandiera) | GA    | Robert Reid     | 1955 | 203  | 93   |
| 55 | Stati Uniti (bandiera) | AC    | Jayson Williams | 1968 | 206  | 109  |

## Staff tecnico
- Allenatore: Jim Lynam
- Vice-allenatori: Buzz Braman, Fred Carter